# Alfred Schindler (Theologe)
Alfred Schindler (* 31. Dezember 1934; † 19. November 2012) war ein Schweizer reformierter Theologe.

## Leben und Werk

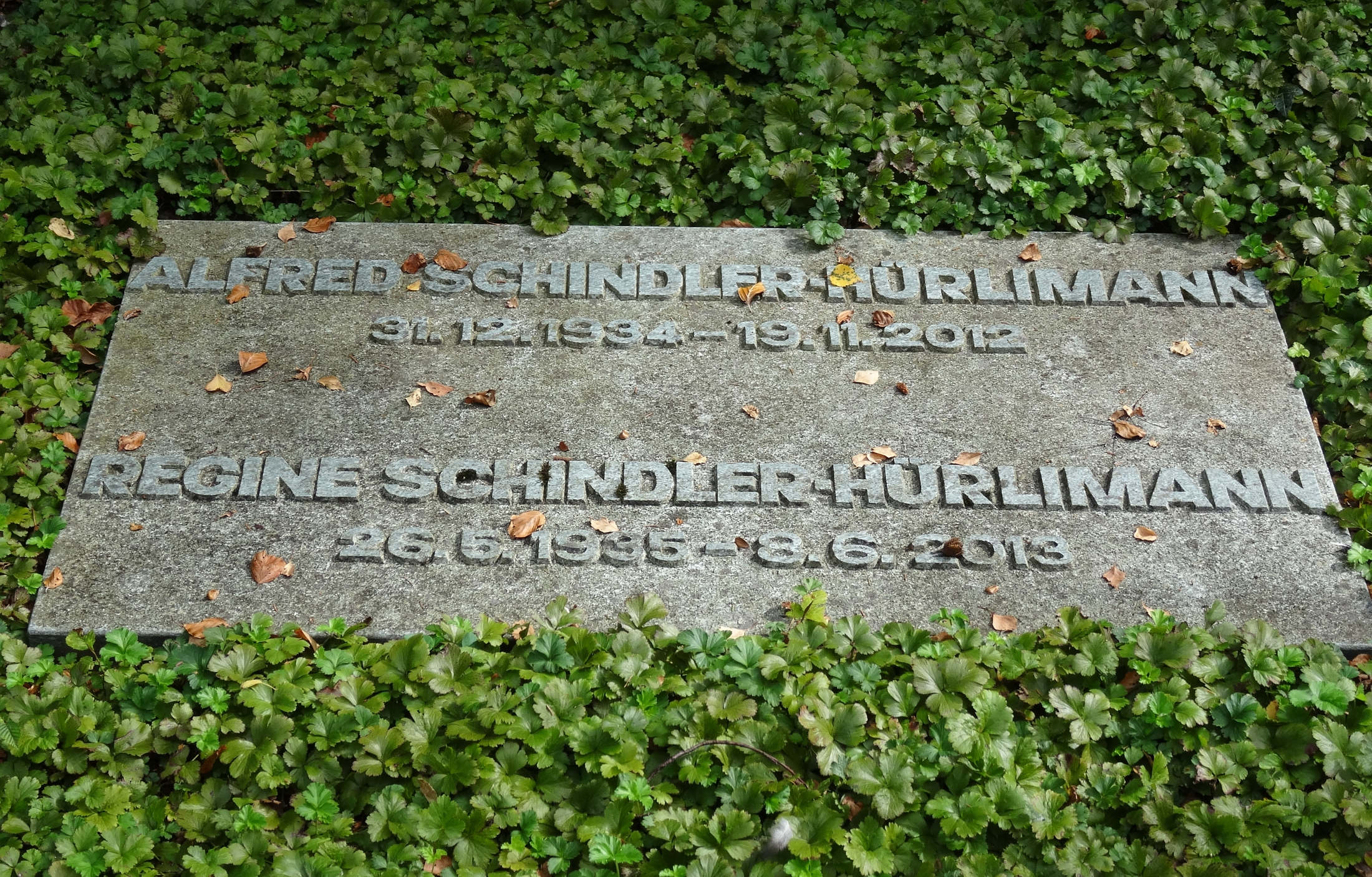
Grab, Friedhof Enzenbühl, Zürich

Alfred Schindler studierte Theologie in Zürich, Basel, Heidelberg und Rom. 1963 promovierte er an der Universität Zürich, 1965 erfolgte die Habilitation für das Gebiet der Kirchen- und Dogmengeschichte und 1966 die Ernennung zum Extraordinarius. 1970 erhielt er einen Ruf als Ordinarius für Alte Kirchengeschichte an die Universität Heidelberg. Von 1979 bis 1990 lehrte er als ordentlicher Professor an der Universität Bern. 1990 kehrte er als Ordinarius an die Universität Zürich zurück und übernahm zugleich die Leitung des Instituts für Schweizerische Reformationsgeschichte. Im Jahr 2000 wurde er emeritiert. 
Alfred Schindler heiratete 1959 die Autorin Regine Schindler. Seine letzte Ruhestätte fand er auf dem Friedhof Enzenbühl in Zürich.

## Schriften (Auswahl)
- Wort und Analogie in Augustins Trinitätslehre. Tübingen 1965, OCLC 462695042.
- als Herausgeber: Apokryphen zum Alten und Neuen Testament. Zürich 1988, ISBN 3-7175-1756-2.
- als Herausgeber: Kirche und Staat. Bindung – Trennung – Partnerschaft. Ringvorlesung der Theologischen Fakultät der Universität Zürich. Zürich 1994, ISBN 3-290-10969-0.
- als Herausgeber mit Wolfram Schneider-Lastin: Die Badener Disputation von 1526 – kommentierte Edition des Protokolls. Zürich 2015, ISBN 3-290-17757-2.